# Miranda do Corvo
Miranda do Corvo es una villa portuguesa del distrito de Coímbra, región estadística del Centro (NUTS II) y comunidad intermunicipal de Coímbra (NUTS III), de unos 12 000 habitantes.

## Geografía
Es sede de un municipio con 126,98 km² de área y 12 005 habitantes (2021), subdividido en cuatro freguesias. Limita al nordeste por el municipio de Vila Nova de Poiares, al este por la Lousã, al sureste por Figueiró dos Vinhos, a sudeste por Penela, al oeste por Condeixa-a-Nova y al noroeste por Coímbra.

### Demografía
| Gráfica de evolución demográfica de Miranda do Corvo entre 1849 y 2021 |
|                                                                        |
| Datos según el nomenclátor publicado por el INE portugués.             |

## Freguesias
Las freguesias de Miranda do Corvo son las siguientes:
- Lamas
- Miranda do Corvo
- Semide e Rio Vide
- Vila Nova

## Historia
Recibió la carta foral de D. Afonso Henriques el 19 de noviembre de 1136.

## Fútbol
Miranda do Corvo cuenta con la Miranda Cup, uno de los torneos de fútbol base más importantes de la región. El campeonato apenas lleva dos ediciones, pero desde su primera en 2017 hasta la última en 2018 pasó de 42 a 50 equipos.
Han participado clubes importantes como el FC Porto o Atlético de Madrid. Resultados 2018

## Gastronomía
Miranda do Corvo es considerado la Capital da Chanfana, la chanfana es un plato popular muy tradicional de la región.